# Schotterflug

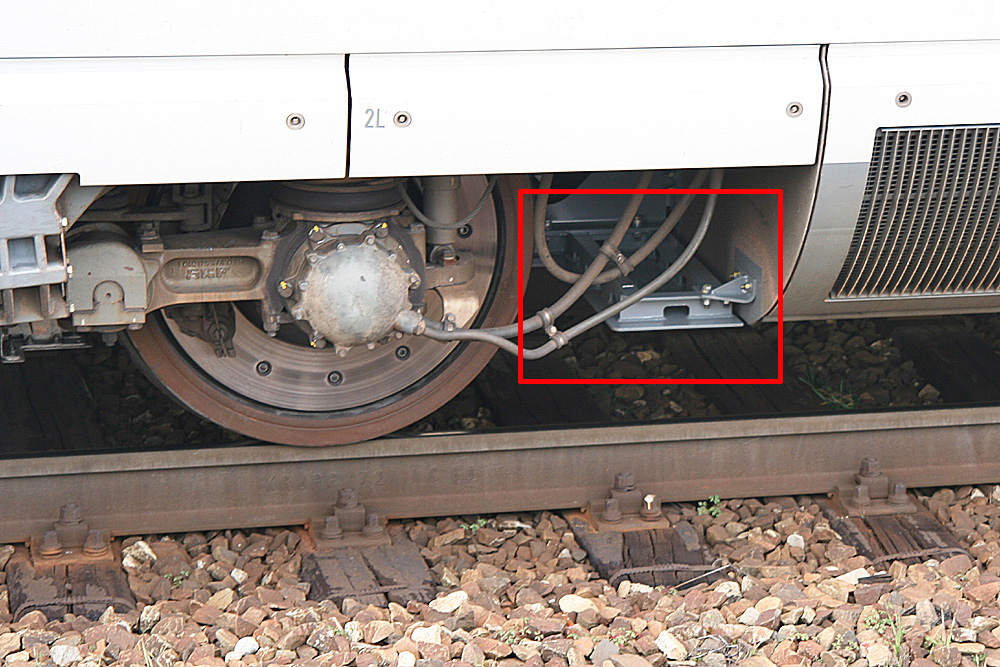
Zusätzliches Windleitblech (rot markiert) am ICE 3MF im Bereich des Drehgestells zum Schutz vor Schotterflug

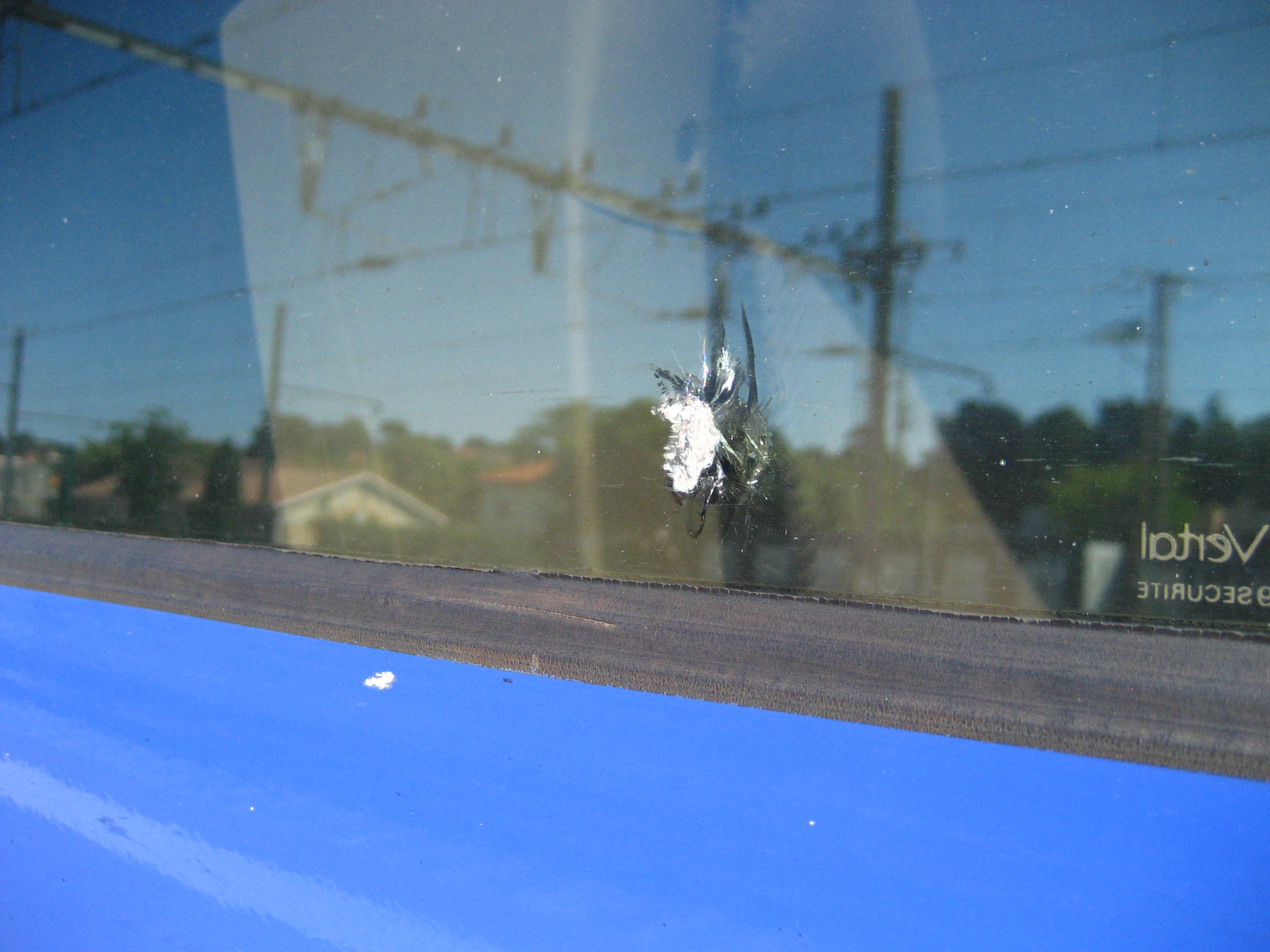
Durch Schotterflug beschädigte Seitenscheibe eines TGV

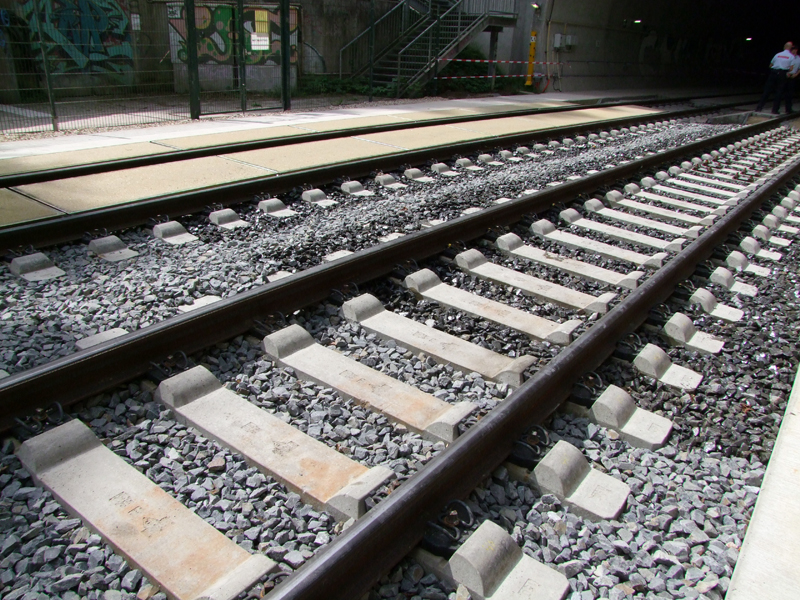
Verklebter (dunkelgrau) und loser Schotter (hellgrau)

Als Schotterflug wird im Bahnverkehr das Hochwirbeln von Schottersteinen aus dem Gleisbett bezeichnet. Verursacht wird Schotterflug durch den bei hohen Geschwindigkeiten am Unterboden von Schienenfahrzeugen auftretende Staudruck zusammen mit einem auslösenden Ereignis, wie beispielsweise der Aufprall von abgelösten Eismassen in das Schotterbett. Ungeschützte Komponenten von Schienenfahrzeugen können beim Anprall der aufgewirbelten Schottersteine beschädigt werden. Zum Schutz gefährdeter Teile werden diese beispielsweise in Gehäusen verbaut oder mit Windleitblechen und Schlagschutzbeschichtungen versehen.
Schotterflug tritt nur beim Hochgeschwindigkeitsverkehr mit Geschwindigkeiten über 200 km/h auf. Er wird begünstigt durch hohe Schotterschüttungen und geringe Korngrößen.
Schotterflug lässt sich vermeiden durch:
- Reduzieren der Fahrgeschwindigkeit
- Verdichten und Absenken des Schotters unter das Bahnschwellenniveau („Tieferkehren“) und Aufsammeln freiliegender Steine[4][5]
- Verkleben der oberen Schotterschichten mit speziellen Klebstoffen
- Umbau des Schotterbetts in eine feste Fahrbahn

Der Effekt wurde unter anderem 2003 bei mehreren Testfahrten des ICE 3M in Frankreich und Belgien beobachtet und die Ursachen in eingehenden Untersuchungen ermittelt. Das Phänomen trat in Deutschland selbst bei sehr hohen Geschwindigkeiten nicht auf, wie beispielsweise der ICE-Weltrekordfahrt am 1. Mai 1988 (406,9 km/h), da die Deutsche Bahn den Schotter unter die Schwelle absenkt. Auch im Hinblick auf erwogene Geschwindigkeitserhöhungen auf bis zu 300 km/h auf Schnellfahrstrecken mit Schotteroberbau gilt aerodynamisch induzierter Schotterflug als unwahrscheinlich.
In Folge eines Wintereinbruchs in Frankreich wurden ab 23. Januar 2019 mehrere Triebzüge der Baureihe 407 durch Schotterflug auf der Hochgeschwindigkeitsstrecke zwischen Paris und Straßburg erheblich beschädigt. Zeitweise waren 10 von 17 Triebzügen nicht mehr einsatzfähig.